# Polonia en los Juegos Olímpicos de Sídney 2000
Polonia estuvo representada en los Juegos Olímpicos de Sídney 2000 por un total de 187 deportistas que compitieron en 20 deportes.  
El portador de la bandera en la ceremonia de apertura fue el luchador Andrzej Wroński.

## Medallistas
El equipo olímpico polaco obtuvo las siguientes medallas:
| Nombre                                                                | Deporte               | Competición                     |
| --------------------------------------------------------------------- | --------------------- | ------------------------------- |
| Oro                                                                   |                       |                                 |
| Robert Korzeniowski                                                   | Atletismo             | 20 km marcha M                  |
| Robert Korzeniowski                                                   | Atletismo             | 50 km marcha M                  |
| Szymon Ziółkowski                                                     | Atletismo             | Martillo M                      |
| Kamila Skolimowska                                                    | Atletismo             | Martillo F                      |
| Tomasz Kucharski Robert Sycz                                          | Remo                  | Doble scull ligero (LM2x) M     |
| Renata Mauer                                                          | Tiro                  | Rifle en tres posiciones 50 m F |
| Plata                                                                 |                       |                                 |
| Sylwia Gruchała Magdalena Mroczkiewicz Anna Rybicka Barbara Wolnicka  | Esgrima               | Florete por eqs. F              |
| Szymon Kołecki                                                        | Halterofilia          | 94 kg M                         |
| Agata Wróbel                                                          | Halterofilia          | +75 kg F                        |
| Paweł Baraszkiewicz Daniel Jędraszko                                  | Piragüismo            | C2 500 m M                      |
| Krzysztof Kołomański Michał Staniszewski                              | Piragüismo en eslalon | C2 M                            |
| Bronce                                                                |                       |                                 |
| Leszek Blanik                                                         | Gimnasia artística    | Salto de potro M                |
| Dariusz Białkowski Grzegorz Kotowicz Adam Seroczyński Marek Witkowski | Piragüismo            | K4 1000 m M                     |
| Aneta Pastuszka Beata Sokołowska-Kulesza                              | Piragüismo            | K2 500 m F                      |